# ۴۱۶ (قمری)
۴۱۶ (قمری)، چهارصد و شانزدهمین سال در گاهشماری هجری قمری است. اول محرم این سال برابر با «۱۰ مارس ۱۰۲۵» میلادی و «۱۹ اسفند ۴۰۳» هجری شمسی است.

## رویدادها
- فتح سومنات توسط سلطان محمود غزنوی و تصرف بتخانهٔ آن

## درگذشتگان
- فردوسی